# Borassus flabellifer
La palma de Palmira (Borassus flabellifer, L.) es una especie de plantas de la familia de las palmeras (Arecaceae).

## Descripción

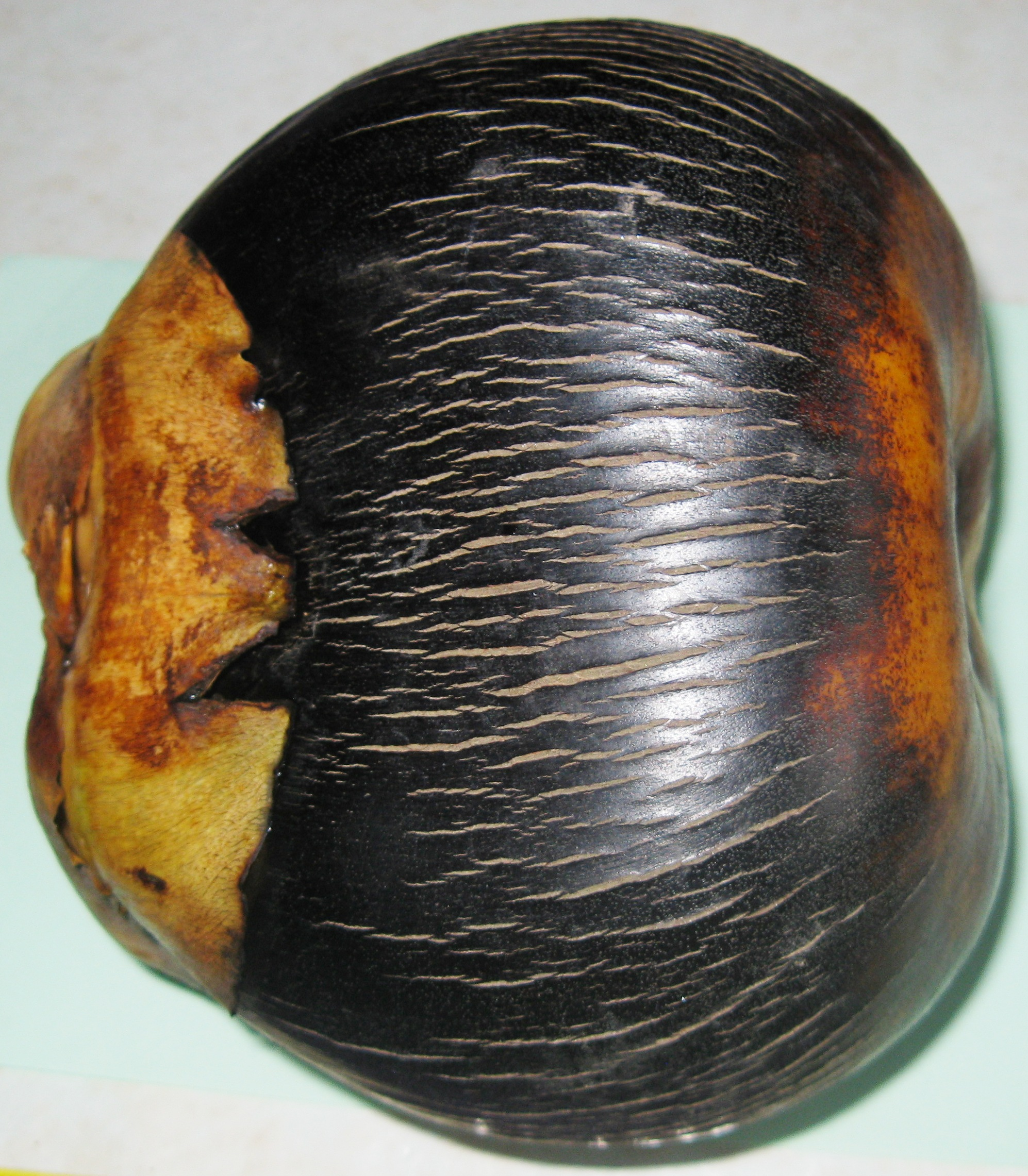
fruto de la palma

Es un árbol robusto que puede vivir 100 años o más y alcanzar una altura de 30 m, con un dosel de varias docenas de hojas con 3 metros de ancho. El estípite que se asemeja al del coco, está rodeado de las cicatrices producidas por las hojas desprendidas. Las palmas jóvenes crecen lentamente, acelerando el crecimiento posteriormente. Su patrón de crecimiento, su gran tamaño y sus hábitos de limpieza hacen de ella una especie atractiva para formar bellos paisajes. 
El fruto, llamado lontar, tiene de 10 a 25 cm de diámetro, tiene una cáscara negra, y aparece en grupos. La parte superior de la fruta debe cortarse para encontrar la dulce pulpa que contiene tres semillas, esta es translúcida de color blanco pálido, similar a la del lichi, pero el sabor es más suave y no hay ningún hueco. La pulpa carnosa está cubierta con una fina piel de color marrón.

## Distribución
Se encuentra en el sudeste de Asia en Camboya, India, Sri Lanka, Birmania, Tailandia, Indonesia, Malasia, Papúa Nueva Guinea y la mayoría de islas de Melanesia.

## Usos
La madura capa exterior de fibra de las frutas, es comestible y se puede comer cruda, hervida, asada o azucarada. Además, la savia del árbol se toma como un laxante, los valores y los medicamentos se le han atribuido a otras partes de la planta. 
Indicaciones: Refrigerante, demulcente, nutritivo. La raíz es considerada ligeramente venenosa.

## Simbolismo cultural

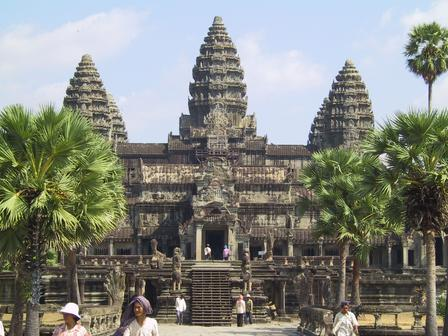
Entrada principal a Angkor Wat con una avenida de Borassus flabellifer

Es el árbol oficial de Tamil Nadu. Muy respetado en la cultura tamil, que le llama "karpaha" o árbol celestial, porque todas sus partes sin excepción tienen un uso. La palma de Palmira es un árbol símbolo natural de Camboya, que crecen cerca del templo de Angkor y crece en todo el país. 
También es muy común en Tailandia, especialmente en el noreste o provincia de Isan  donde es una parte omnipresente del paisaje.

## Taxonomía
Borassus flabellifer fue descrita por (Carolus Linnaeus)  y publicado en Species Plantarum 2: 1187, en el año 1753.
Sinonimia
- Borassus flabelliformis  L.
- Borassus sundaicus Becc.
- Borassus tunicatus Lour.
- Lontarus domestica Gaertn.
- Pholidocarpus tunicatus (Lour.) H.Wendl.[3][4]

## Nombres comunes
- CASTELLANO: Boraso, Palma palmira.[5]